# Ясениця-Росельна (гміна)
Гміна Ясениця-Росельна (пол. Gmina Jasienica Rosielna) — сільська гміна у східній Польщі. Належить до Березівського повіту Підкарпатського воєводства.
Станом на 31 грудня 2011 у гміні проживало 7635 осіб. Гміна займає площу 57,55 кв. км (22,2 кв. милі), а станом на 2006 рік її населення становило 7 380 осіб.
На території гміни знаходиться частина природоохоронної території під назвою Ландшафтний парк Чарножекі-Стрижув.

## Територія
Згідно з даними за 2007 рік площа гміни становила 57.55 км², у тому числі:
- орні землі: 62.00%
- ліси: 28.00%

Таким чином, площа гміни становить 10.65% площі повіту.

## Населення
Станом на 31 грудня 2011:
| Опис     | Загалом | Загалом | Чоловіки | Чоловіки | Жінки | Жінки |
| -------- | ------- | ------- | -------- | -------- | ----- | ----- |
| одиниця  | осіб    | %       | осіб     | %        | осіб  | %     |
| все      | 7635    | 100     | 3753     | 49.16    | 3882  | 50.84 |
| міське   | 0       | 100     | 0        |          | 0     |       |
| сільське | 7635    | 100     | 3753     | 49.16    | 3882  | 50.84 |

## Сусідні гміни
Гміна Ясениця-Росельна межує з такими гмінами: Березів, Гачув, Домарадз, Корчина.